# Metropolitan line
La Metropolitan line (en français : « ligne métropolitaine ») est la plus ancienne ligne du métro de Londres, ouverte en 1863, ce qui en fait également la première ligne de métro au monde, si l'on excepte la ligne de funiculaire de la rue Terme à Lyon, inaugurée l'année précédente. La Metropolitan line est celle du réseau qui dessert le point le plus éloigné du centre-ville de Londres puisqu'elle possède un terminus à Chesham, ainsi qu'un autre à Amersham, localités situées en dehors du Grand Londres, dans le Buckinghamshire. Elle est représentée en magenta sur le plan du métro de Londres. Utilisée par environ 80 millions de passagers par an, elle est exploitée avec des rames des type S8 Stock.

## Histoire

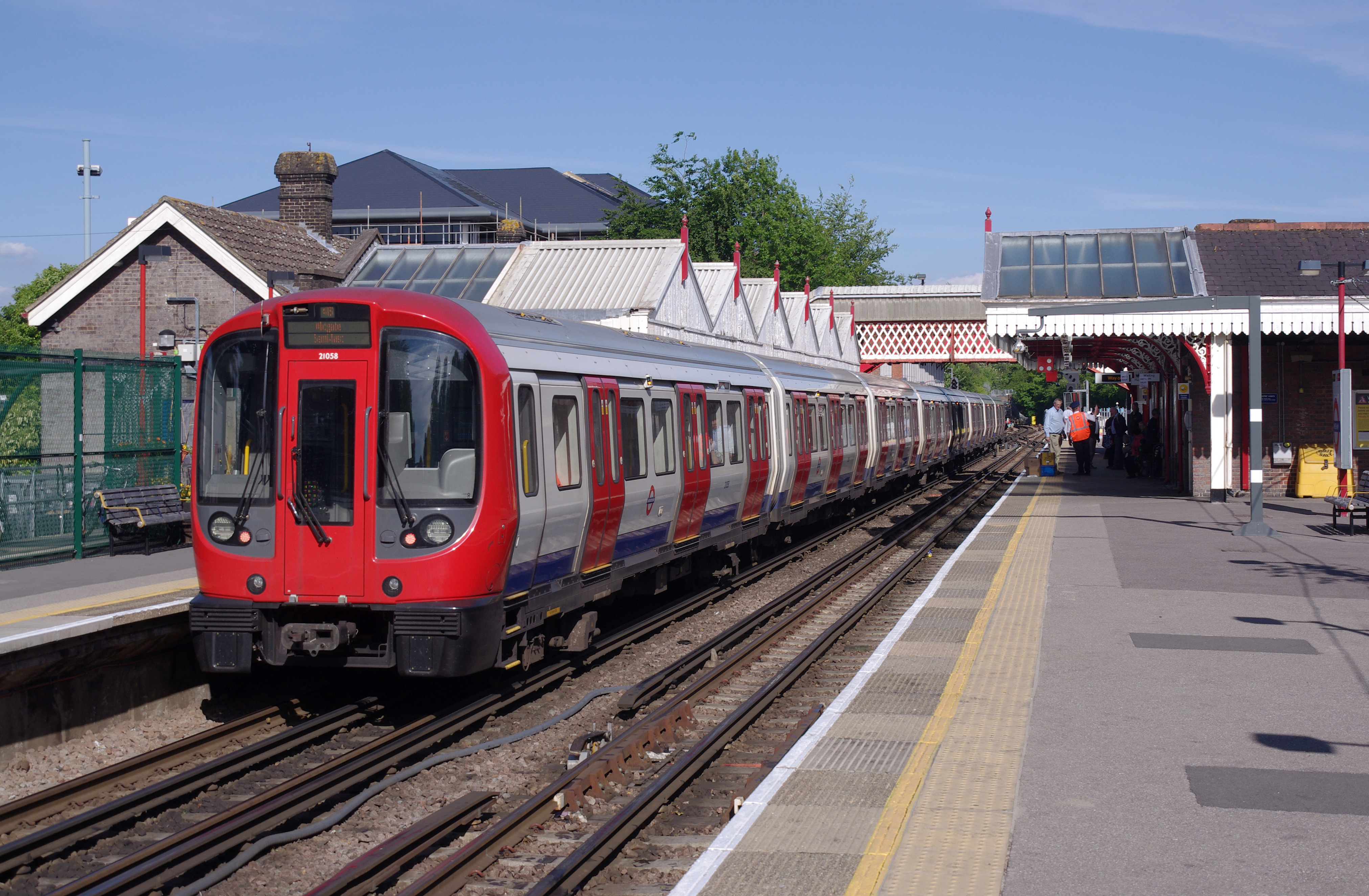
Rame de type S8 Stock garée à Amersham, l'un des terminus occidentaux de la Metropolitan line.

Le premier tronçon de la Metropolitan line entre en service un samedi, le 10 janvier 1863, sur une longueur de 6 kilomètres. La première ligne du métro de Londres va de Paddington à Farringdon. Plus tard, une branche est construite de Baker Street au nord-ouest : la ligne devient alors conjointement la Hammersmith & City line.
La station Harrow-on-the-Hill devient le terminus de la ligne en 1880, puis la ligne continue de s'étendre, desservant Ruislip, Uxbridge, Watford, Rickmansworth, Chesham et Amersham. Une extension entre Amersham et la gare d'Aylesbury est desservie par le chemin de fer (Chiltern Railways) depuis 1961. En 1973, la ligne est le lieu de tournage du téléfilm Metro-Land, de John Betjeman.

## Matériel utilisé
En 1960, des rames de A Stock ("A" pour Amersham) sont introduites sur la ligne, remplaçant des rames plus anciennes. Au moment de leur retrait du service commercial, en 2012, les rames de type A Stock sont les plus anciennes circulant sur le réseau du métro de Londres. De 2010 à 2012, de nouvelles rames de type S8 Stock sont introduites sur la ligne, remplaçant les rames de type A Stock.

## Stations

### Tronçon commun
- Aldgate
- Liverpool Street
- Moorgate
- Barbican
- Farringdon
- King's Cross St. Pancras
- Euston Square
- Great Portland Street
- Baker Street
- Finchley Road
- Wembley Park
- Preston Road
- Northwick Park
- Harrow-on-the-Hill

### Branche d'Uxbridge
Celle-ci part de Harrow-on-the-Hill.
- West Harrow
- Rayners Lane
- Eastcote
- Ruislip Manor
- Ruislip
- Ickenham
- Hillingdon
- Uxbridge

### Branche de Northwood
Celle-ci part de Harrow-on-the-Hill.
- North Harrow
- Pinner
- Northwood Hills
- Northwood
- Moor Park

### Branche de Watford
Celle-ci part de Moor Park.
- Croxley
- Watford

### Branche de Chesham
Celle-ci part de Moor Park.
- Rickmansworth
- Chorleywood
- Chalfont & Latimer
- Chesham

### Branche d'Amersham
Celle-ci part de Chalfont & Latimer.
- Amersham